# Jens-Peter Voss

Jens-Peter Voss (2011)

Jens-Peter Voss (korrekt: Voß; * 5. September 1953 in Hamburg-Harburg) ist ein pensionierter deutscher Diplomat und seit 2019 Generalkonsul außer Diensten (a. D.).

## Biografie
Nach dem Abitur am Alexander-von-Humboldt-Gymnasium in Hamburg-Harburg 1972 und der Ausbildung zum Reserveoffizier der Marine studierte er von 1975 bis 1980 Betriebswirtschaftslehre an der Universität Hamburg. Voss ist seit 1982 verheiratet; das Ehepaar hat zwei Töchter (* 1986, * 1988).

## Politisches Engagement
Zwischen 1970 und 1981 bekleidete er verschiedene Positionen in der Christlich Demokratischen Union (CDU) und ihr nahestehenden Organisationen: 1972 Hamburger Mitglied im Bundeskoordinierungsausschuss der Schüler Union, Bezirksvorsitzender der Jungen Union Harburg, Stellvertretender Sprecher der Delegiertenversammlung der Jungen Union Hamburg; 1975 bis 1981 Ortsvorsitzender der CDU Harburg-Mitte; 1978 bis 1981 Mitglied der Bezirksversammlung Harburg, Sprecher für Wirtschaft und Verkehr der CDU-Fraktion.

## Bundesmarine
Am 2. Juli 1973 als Reserveoffizierbewerber in die Bundesmarine eingetreten, gehört er der Crew VII/73 an. Die Ausbildung führte über die militärische Grundausbildung in Plön und den Offiziergrundlehrgang an der Marineschule Mürwik auf das Schulschiff Deutschland, an deren 44. Auslandsausbildungsreise er teilnahm. Nach weiteren Lehrgängen in Flensburg und Bremerhaven fand er Verwendung im 1. Landungsgeschwader auf Borkum. Er wurde noch während der aktiven Dienstzeit Kommandant eines Bootes der Klasse 520. Nach rund einem Dutzend Wehrübungen war er zuletzt mit dem Dienstgrad Fregattenkapitän als stellvertretender Kommandeur (in der Reserve) eingeplant.
Von 1987 bis 1989 gehörte er als Beisitzer dem Gesamtvorstand der Marine-Offizier-Vereinigung (MOV) an. Er war entscheidend an der Bildung eines engen Zusammenhalts der Crew VII/73 beteiligt, die er von 1975 bis 2011 betreute.

## Diplomat
1981 trat er in den Diplomatischen Dienst ein und ging nach Beendigung der Attachéausbildung 1983 als Presse- und Kulturreferent an die Botschaft in der Hauptstadt des damaligen Zaïre, Kinshasa. Im Anschluss war er von 1986 bis 1989 im Protokoll und der Wirtschaftsabteilung des Auswärtigen Amtes in Bonn eingesetzt, ehe er als Wirtschaftsreferent an der Botschaft in Kopenhagen, Dänemark tätig war. Nach einer anschließenden Funktion von 1992 bis 1997 als Leiter der Handelsförderungsstelle an der Botschaft Peking in der Volksrepublik China (wo er ehrenamtlich von 1992 bis 1994 auch zunächst Vorsitzender, dann Schatzmeister des Trägervereins der Deutschen Botschaftsschule Peking war) wurde er Leiter der internen Prüfgruppe und anschließend Leiter des Arbeitsstabes für die Einführung von Controlling im Auswärtigen Amt, er machte im November 1999 den Umzug des Ministeriums von Bonn nach Berlin mit.
2000 trat er sein Amt als Wirtschaftsreferent an der Deutschen Botschaft Rom, Italien an und war in gleicher Funktion zwischen 2003 und 2006 erneut an der Botschaft Peking in der Volksrepublik China tätig. Zwischen 2006 und 2008 war er Ständiger Vertreter des Botschafters in Pjöngjang, Nordkorea.

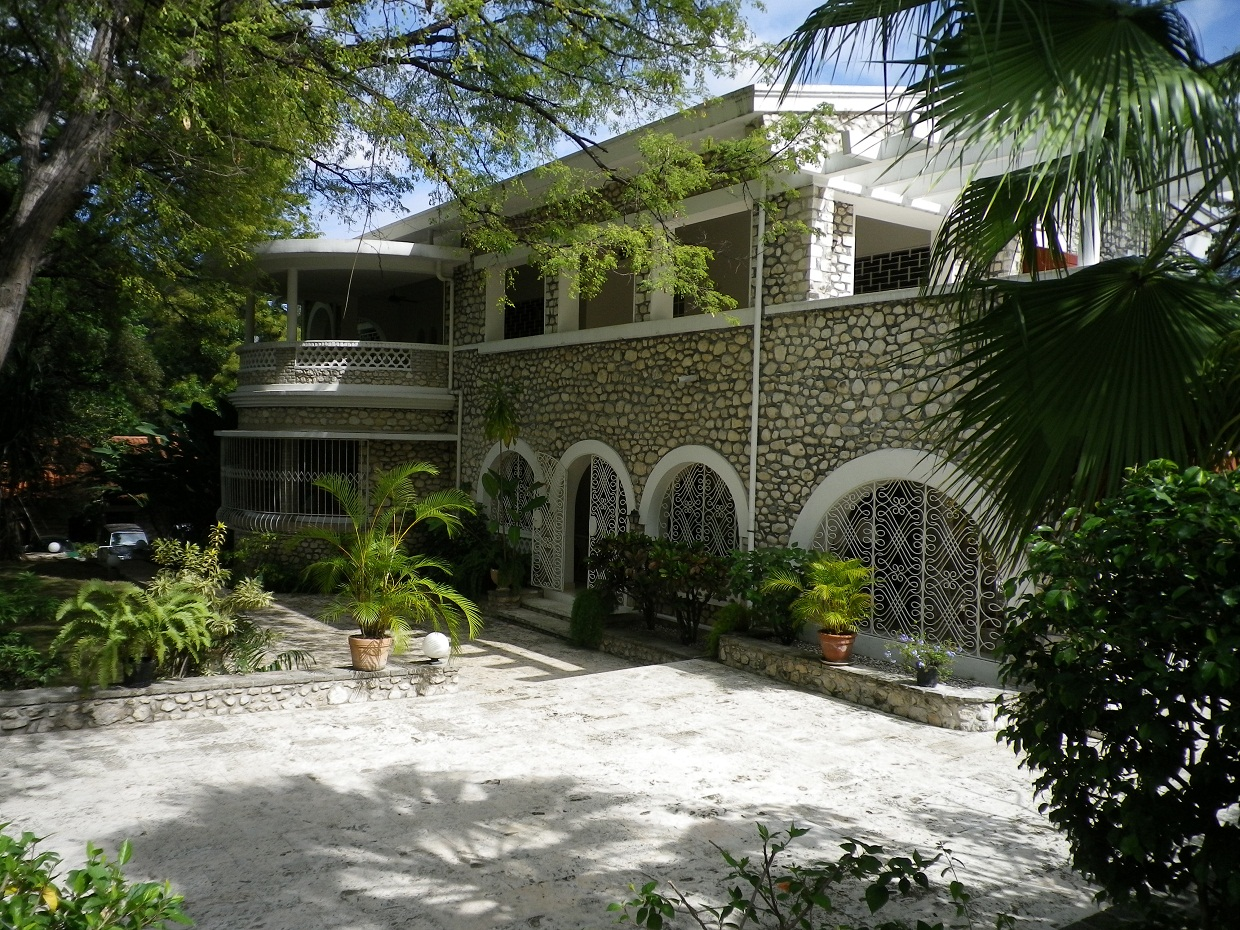
Deutsche Botschaft Port-au-Prince nach der Sanierung 2011

Von November 2008 an war Jens-Peter Voss als Nachfolger von Hubertus Thoma Botschafter der Bundesrepublik Deutschland in Haiti, wo ihm im Juli 2012 von Klaus Peter Schick nachfolgte. Er erlebte das Erdbeben vom 12. Januar 2010 in der Hauptstadt Port-au-Prince mit und koordinierte die Suche nach betroffenen deutschen Staatsangehörigen sowie die deutschen Hilfsmaßnahmen für die Erdbebenopfer. Während seiner Amtszeit wurde auch das Botschaftsgebäude (Residenz) grundlegend saniert.
Ab Oktober 2012 war er erster Generalkonsul Deutschlands in der im Nordosten der Volksrepublik China gelegenen Stadt Shenyang. Das Generalkonsulat wurde am 12. Oktober 2012 vom damaligen Bundesaußenminister Guido Westerwelle eröffnet.

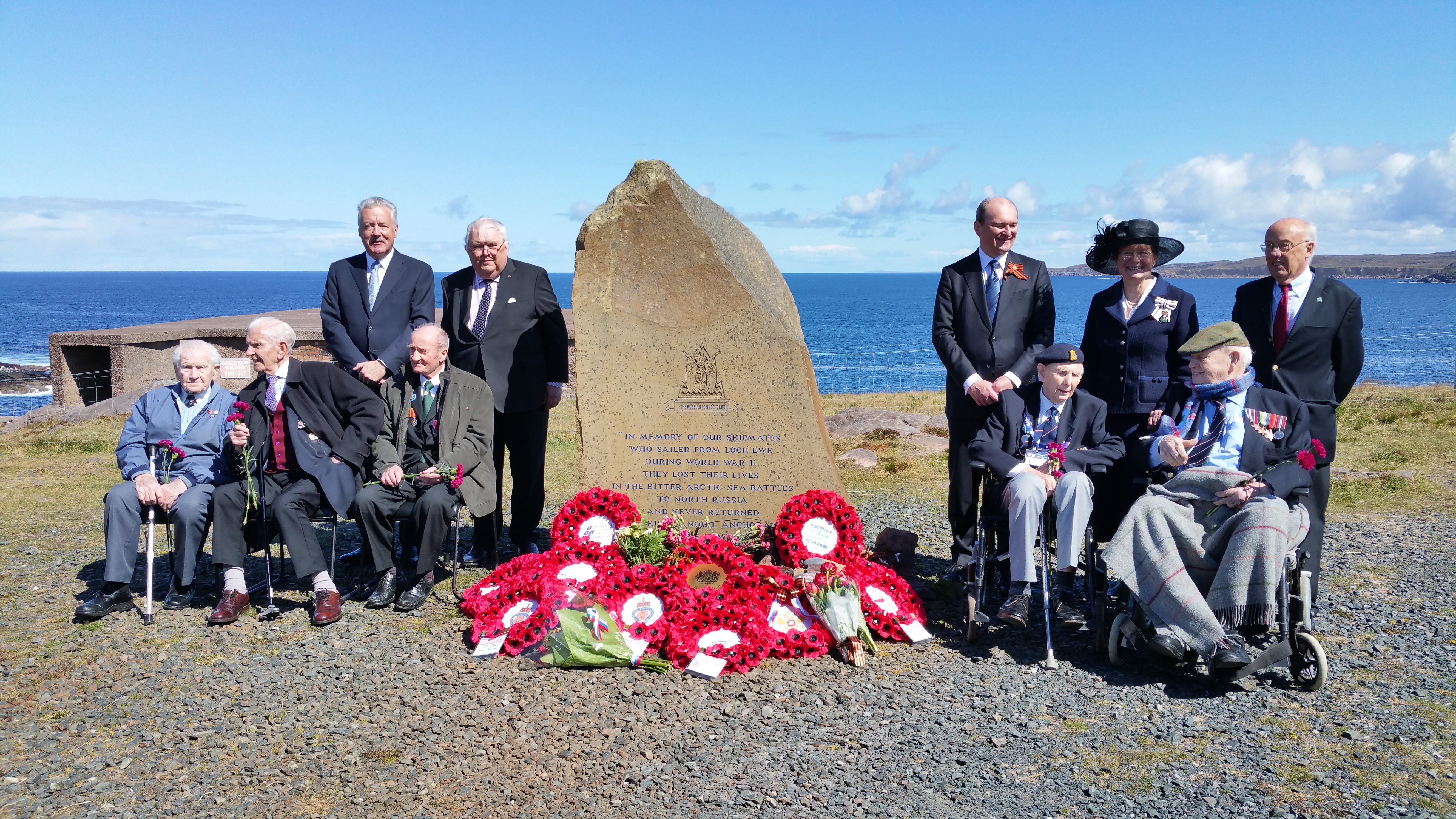
Gedenken an die Gefallenen der Nordatlantik Geleitzüge; Loch Ewe 2019 mit dem russischen Generalkonsul

Er hat Shenyang am 28. Juli 2015 verlassen und am 31. Juli 2015 die Leitung des Deutschen Generalkonsulats in Edinburgh, Vereinigtes Königreich, von Verena Gräfin von Roedern übernommen. Im Norden Großbritanniens war ihm die Erinnerung an die Versöhnung nach den Weltkriegen des 20. Jahrhunderts ein besonderes Anliegen.
Am 30. Juni 2019 trat er in den Ruhestand.

## Auszeichnungen
Seit März 2013 ist er Inhaber des Verdienstordens der Bundesrepublik Deutschland, seit 23. Juli 2015 Ehrenbürger der chinesischen Stadt Shenyang. Nach seiner Tätigkeit an der Botschaft Kopenhagen erhielt er den Königlich dänischen Dannebrogorden (Ritter 1. Klasse) und nach dem Staatsbesuch des kamerunischen Staatspräsidenten Paul Biya im Jahr 1986 das Verdienstkreuz (Ordre de Mérite, Chevalier) der Republik Kamerun (wobei es sich jeweils um diplomatischen Ordensaustausch handelte).

## Veröffentlichungen
- Jens-Peter Voss (Hrsg.): Crew VII/73 : Eine kleine Chronik der ersten 30 Jahre 1973 - 2003. BoD, 2003, ISBN 978-3-8330-0481-0.[10]
- Jens-Peter Voss: Zwischen Harburg, China und Haiti. Kindl Direct Publishing, 2022, ISBN 979-83-6047909-3.